# Stăvaru
Stăvaru – wieś w Rumunii, w okręgu Aluta, w gminie Urzica. W 2011 roku liczyła 769 mieszkańców. 